# 沈廷芳
沈廷芳（1692年—1762年），字畹叔，号椒园，仁和（今杭州）人，清朝政治人物。

## 生平
早年為國子监生，校录《大清一统志》。乾隆元年（1736年）兵部侍郎杨汝穀荐举博学鸿词科，选翰林院庶吉士，授编修，出任山东道监察御史。官至河南按察使。建藏书楼“隐拙斋”，藏书极富。著有《续经义考》、《古文指授》、《鉴古录》、《隐拙斋诗文集》等。《清史稿》有傳。

## 家族
父沈仕。